# Emil Schnizer
Emil Schnizer, Edler von Lindenstamm (* 1857 in Neutra; † 1921 in Wien) war ein österreichischer Architekt.

## Leben
Emil Schnizer war der Sohn des in Staatsdiensten stehenden Architekten Adolph Schnizer von Lindenstamm und dessen Gemahlin Emilie von Manstein. Die Realschule besuchte er in Triest. 1878–1879 studierte er an der Technischen Hochschule in Wien. Ab 1878 war er als Architekt in Wien tätig, wobei er die ersten Jahre mit anderen Architekten zusammenarbeitete, gegen Ende des Jahrhunderts dann selbständig arbeitete.

## Werk

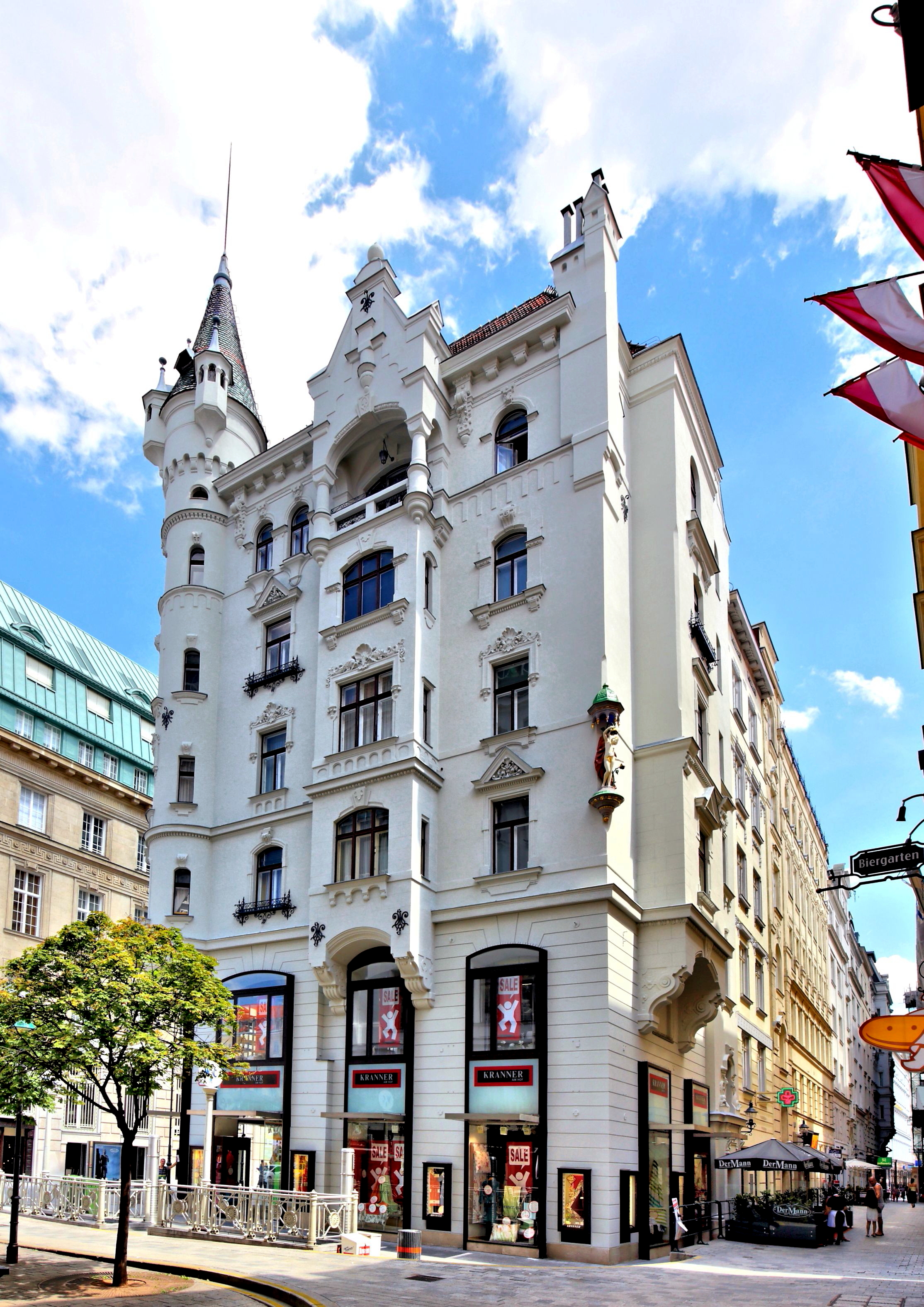
Eckhaus zwischen Bognergasse, Irisgasse und Naglergasse (1902)

Schnizer war zunächst ein Vertreter des in Wien üblichen späthistoristischen Stils. Seine Gebäude  waren in neobarocken oder Neorenaissance-Formen gehalten. Gegen die Jahrhundertwende entwickelte er einen persönlichen, „altdeutschen“ Stil (d. h. an die mitteleuropäische Renaissance orientiert), mit dem er an einigen markanten Punkten Wiens Akzente setzte. Kennzeichnend für Schnizers Bauten ist das scheinbar absichtslose Nebeneinander von Bauformen aus verschiedenen Epochen, die den Eindruck erwecken sollen, es handle sich bei dem Bauwerk um einen historisch gewachsenen Bau. Einen besonderen, malerischen Eindruck erzeugen große turmähnliche Eckerker an seinen Häusern.
- Wohnpalais Thurn-Valsassina, Rathausstraße 19 / Liebiggasse 8 / Landesgerichtsstraße 20, Wien 1 (1881–1882) mit Ludwig Richter
- Miethaus, Müllnergasse 6, Wien 9 (1893)
- Miethaus, Porzellangasse 45, Wien 9 (1895) mit R. Dick
- Miethaus, Wipplingerstraße 22 / Tiefer Graben 26–28, Wien 1 (1898)
- Miethaus, Naglergasse 12, Wien 1 (1902)
- Miethaus, Lange Gasse 10, Wien 8 (1903)
- Ginzelmayer-Hof, Strozzigasse 1 / Lerchenfelder Straße 42, Wien 8 (1904)
- Miethaus, Bennogasse 8, Wien 8 (1911)